# Limnonectes heinrichi
Espèce
Synonymes
- Rana heinrichi Ahl, 1933

Statut de conservation UICN

 VU B1ab(iii) : Vulnérable
Limnonectes heinrichi est une espèce d'amphibiens de la famille des Dicroglossidae.

## Répartition
Cette espèce est endémique de la province de Sulawesi du Nord en Indonésie. Elle se rencontre du niveau de la mer à 600 m d'altitude.

## Étymologie
Cette espèce est nommée en l'honneur de Gerd Hermann Heinrich (1896–1984).

## Publication originale
- Ahl, 1933 : Ergebnisse der Celebes- und Halmaheira-Expedition Heinrich 1930-32. I. Amphibien und Reptilien. Mitteilungen aus dem Zoologischen Museum in Berlin, vol. 19, p. 577-583.